# Buick Serie D-Four
Der Buick Serie D-Four war eine Serie von Personenkraftwagen mit Vierzylindermotor, die nur im Modelljahren 1917 von  Buick in den USA gefertigt wurde. Im Folgejahr ersetzte ihn die Serie E-Four. 1922 wurde nach einer Pause von drei Jahren wieder ein Vierzylindermodell angeboten, die Serie 22-Four. 1923 und 1924 folgten Serie 23-Four und Serie 24-Four.

## Von Jahr zu Jahr

### Serien D-Four und E-Four (1917–1918)
Die neuen Vierzylindermodelle hatten einen obengesteuerten Motor mit einem Hubraum von 2.786 cm³ und einer Leistung von 35 bhp (25,7 kW). Der Radstand der als Roadster (D-34) und Tourenwagen (D-35) verfügbaren Wagen betrug einheitlich 2.692 mm. Ihr Aussehen ähnelte dem der größeren Modelle D-54 und D-55 dieses Jahres. Der Roadster bot zwei Sitzplätze und der Tourenwagen fünf.
Im Folgejahr wurden die Vierzylinder ohne große Veränderung als E-Four-Serie weitergebaut. Als weiteres Modell kam eine fünfsitzige Limousine mit 2 Türen (E-37) dazu.
Von allen drei Modellen entstanden in zwei Jahren 56.740 Stück, wovon der Tourenwagen mit 49.538 Exemplaren bei Weitem am häufigsten geordert wurde. 1919 wurden die Vierzylindermodelle nicht mehr angeboten.

### Serien 22-Four, 23-Four und 24-Four (1922–1924)

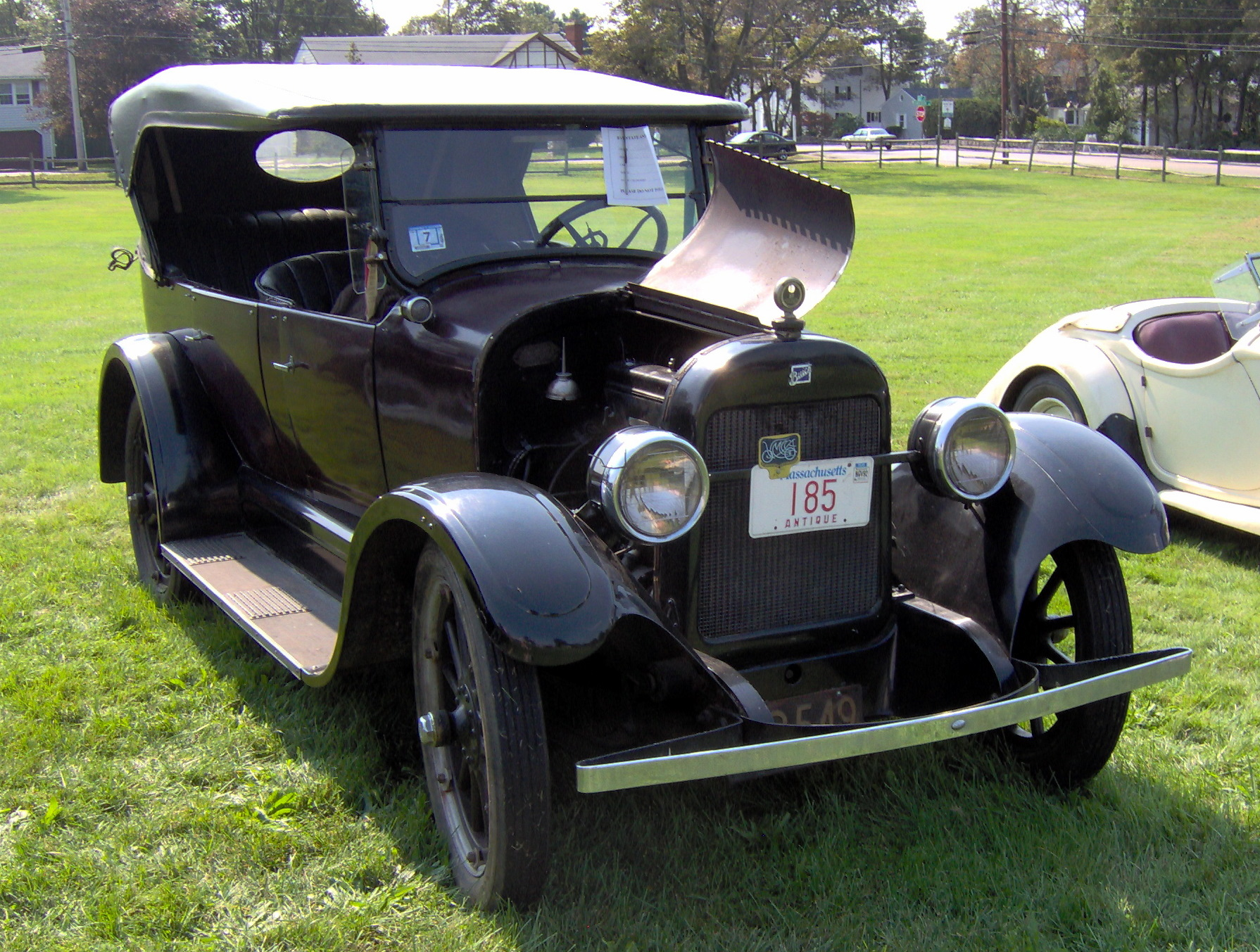
Buick Modell 22-34 (1922)

Ab 1922 gab es nach drei Jahren Pause wieder ein Vierzylindermodell. Die Karosserien waren etwas runder und niedriger geworden. Zu den bekannten drei Modellen gab es ein dreisitziges Coupé mit 2 Türen (22-36). Der Vierzylindermotor aus dem Jahre 1918 wurde unverändert übernommen.
1923 gab es als neue Modelle einen fünfsitzige Sport-Tourer mit 2 Türen (23-38) und einen zweisitzigen Sport-Roadster mit 2 Türen (23-39). Wie bei den Sechszylindermodellen wurden die Karosserien etwas überarbeitet. So wurden die vorderen Kotflügel nach innen angestellt und die schüsselförmigen Scheinwerfer wichen zylindrischen Exemplaren.
1924 entfielen die Sportmodelle und das zweisitzige Coupé. Neu war dafür ein dreisitziges Coupé mit 2 Türen (24-33). Technische und stilistische Änderungen gab es nicht.
33.481 Vierzylinder-Buick wurden 1922 gefertigt, 1923 waren es 66.604 Stück. 1924 entstanden 38.195 Exemplare. Ab 1925 ersetzte der Standard Six mit einem kleinen Sechszylindermotor diese Modellreihe.

## Quelle
- Kimes, Beverly R. & Clark, Henry A. jun.: Standard Catalog of American Cars 1805–1942. Krause Publications, Iola 1985, ISBN 0-87341-045-9

Im Zeitraum von 1942 bis 1946 gab es aufgrund des Zweiten Weltkrieges nur eine eingeschränkte zivile Fahrzeugproduktion.